# Venancio Flores (1913 - 1992)
Venancio Flores (1914-1992) fue un político uruguayo.

## Biografía
Inició su actividad en el seno de la Unión Cívica del Uruguay, ocupando sucesivamente escaños de diputado (1947-1963) y senador (1963-1967). Posteriormente se integra al Partido Demócrata Cristiano. Durante el gobierno de Jorge Pacheco Areco se desempeñó como Canciller de la República, y brevemente como Ministro de Industrias.
En las elecciones de 1966, acompañó a Juan Vicente Chiarino en la fórmula presidencial.
Al fallecer en 1992, le fueron tributados honores de Ministro de Estado.